# Chiloglanis deckenii
Chiloglanis deckenii е вид лъчеперка от семейство Mochokidae. Видът не е застрашен от изчезване.

## Разпространение и местообитание
Разпространен е в Кения и Танзания.
Обитава сладководни басейни и реки.

## Описание
На дължина достигат до 7 cm.